# Liste der Kulturgüter in Cartigny
Die Liste der Kulturgüter in Cartigny enthält alle Objekte in der Gemeinde Cartigny im Kanton Genf, die gemäss der Haager Konvention zum Schutz von Kulturgut bei bewaffneten Konflikten, dem Bundesgesetz vom 20. Juni 2014 über den Schutz der Kulturgüter bei bewaffneten Konflikten sowie der Verordnung vom 29. Oktober 2014 über den Schutz der Kulturgüter bei bewaffneten Konflikten unter Schutz stehen.
Objekte der Kategorie A sind im Gemeindegebiet nicht ausgewiesen, Objekte der Kategorie B sind vollständig in der Liste enthalten, Objekte der Kategorie C fehlen zurzeit (Stand: 1. Januar 2023).

## Kulturgüter
| Foto |                                                                           | Objekt                                       | Kat. | Typ | Standort                                  | Beschreibung |
| ---- | ------------------------------------------------------------------------- | -------------------------------------------- | ---- | --- | ----------------------------------------- | ------------ |
| ja   | Datei hochladen · Wikidata zu Château Duval (Q29699611)                   | Schloss Duval / Château Duval KGS-Nr.: 02398 | B    | G   | Route de Vallière 27 490398 / 114470      |              |
| ja   | Datei hochladen · Wikidata zu Domaine Bordier (Q29699626)                 | Domaine Bordier KGS-Nr.: 02399               | B    | G   | Rue du Temple 40 490182 / 114548          |              |
| ja   | Datei hochladen · Wikidata zu Reformierte Kirche von Cartigny (Q29699673) | Reformierte Kirche / Temple KGS-Nr.: 02400   | B    | G   | Rue du Temple 23 490231 / 114587          |              |
| ja   | Datei hochladen · Wikidata zu Gallay Haus (Q29699657)                     | Haus Gallay / Maison Gallay KGS-Nr.: 10012   | B    | G   | Chemin de la Bergerie 18 490628 / 114559  |              |
| ja   | Datei hochladen · Wikidata zu Domaine de la Bergerie (Q29699641)          | Domaine de la Bergerie KGS-Nr.: 11841        | B    | G   | Chemin de la Bergerie 3–7 490738 / 114419 |              |